# Michael Morris
Michael Morris, Killanin 3. bárója (London, 1914. július 30. – Dublin, 1999. április 25.) ír újságíró, szerző, sporttisztviselő volt, a Nemzetközi Olimpiai Bizottság hatodik elnöke. Az Egyesült Királyság főnemesi tagja lett 1927-ben, mint nagybátyja örököse, így 21 évesen bekerült a Lordok Házába, mint Lord Killanin.

## Fiatal évei
Morris Londonban született, George Morris alezredes és Dora Wesley Hall gyermekeként. Édesapját a franciaországi Villers-Cotterêts közelében ölték meg, amikor a brit hadsereg gyalogos alakulatait vezette. Családja egyike volt annak a 14 családnak, amelyek a "galwayi törzset" alkották. Középfokú tanulmányait az Eton College-ban végezte, majd a Sorbonne-on, illetve a Cambridge-i Magdalene College-ban tanult, utóbbiban elnöke volt a híres Footlight drámai klubnak. Az 1930-as évek közepén újságíróként kezdett el dolgozni, a Daily Expressnek, a Daily Sketchnek, később a Daily Mailnek. 1937-1938-ban haditudósítóként dolgozott a második kínai–japán háború idején.

## Család
Lord Killanin Sheila Cathcart Dunlop-ot 1945-ben vette feleségül, három fiuk: George, Michael, John, és egy lányuk, Deborah született.

## Katonaként
1938 novemberében Killanint kinevezték a Brit Hadsereg egyik területi egységéhez, mint toborzót, azzal a feladattal, hogy újságíró társait, illetve zenész és színész barátait hívja be a hadseregbe. Hamarosan elérte az őrnagyi fokozatot, és lehetősége nyílt részt venni a D-day megtervezésében és a normandiai csatában, a 79. páncélos hadosztály 30. páncélos alakulatában, amelyért megkapta a Brit Birodalom Érdemrendjét. Leszerelése után Írországba távozott, és 1951-ben lemondott megbízatásáról.

## A NOB elnöke
1950-ben Killanin az Ír Olimpiai Tanács elnöke lett, 1952-től ő képviselte hazáját a NOB-ban. 1968-ban alelnök lett, majd 1972-ben Avery Brundage örökébe lépett, közvetlenül a müncheni olimpia előtt.
Elnöksége alatt az olimpiai mozgalom nehéz időszakon ment át, megbirkózott az 1976-os montreali olimpia szervezésével kapcsolatos pénzügyi botránnyal, és az 1980-as olimpia bojkottjával. Egyedüli indulóként Lake Placid és Los Angeles városa lett „kiválasztva” az 1980-as téli, illetve az 1984-es nyári olimpia helyszínéül, más kandidáló város nélkül. Lord Killanin közvetlenül a moszkvai olimpia előtt lemondott, helyét Juan Antonio Samaranch vette át.

## Egyéb posztok
Killanin Monaco tiszteletbeli írországi konzuljaként szolgált 1961 és 1984 között.

## Filmek
Killanin számos vállalat igazgatója volt, és megfordult a filmiparban is, együttműködve barátjával, John Forddal, például A nyugodt férfiban, mely két Oscar-díjat nyert, illetve számos film producereként is dolgozott.

## Halála
Killanin dublini otthonában hunyt el 84 éves korában, a családi kriptában helyezték örök nyugalomra Galway-ben.